# Campeonato Angolano de Hóquei em Patins de 2011
O Campeonato Angolano de Hóquei em Patins é a maior competição de clubes Angolanos da modalidade Hóquei em Patins, e actualmente também a maior em África.
A competição é disputada no sistema de todos contra todos a uma volta; A segunda fase da competição vai ser disputada
em sistema de “play-off” entre as quatro melhores equipas; Meias-Finais à melhor de três jogos e final à melhor de cinco.

## Resultados 1ª fase
Federação Angolana de Hóquei Patins 
|                           | PAL  | GDJV | ACL | 1ºA  | KAB | SLB | H00 | HCL |
| ------------------------- | ---- | ---- | --- | ---- | --- | --- | --- | --- |
| Petro Atlético Luanda     |      |      |     |      |     |     |     |     |
| GD Juventude Viana        | 3-3  |      |     |      |     |     |     |     |
| Académica Clube de Luanda | 1-4  | 0-2  |     |      |     |     |     |     |
| C D 1º. Agosto            | 3-5  | 2-2  | 2-2 |      |     |     |     |     |
| Kabuscorp                 | 2-8  | 2-8  | 0-5 | 4-4  |     |     |     |     |
| Sport Luanda e Benfica    | 2-5  | 0-5  | 2-6 | 2-10 | 1-1 |     |     |     |
| Hoquei 2000               | 1-6  | 1-12 | 1-7 | 3-8  | 3-6 | 2-2 |     |     |
| Hóquei Clube do Lobito    | 1-12 | 1-14 | 1-6 | 2-10 | 4-0 | 1-3 | 1-3 |     |

### Classificação 1ª Fase
| Pos | Equipa                    | Pts | J | V | E | D | GM | GS | DG  |
| --- | ------------------------- | --- | - | - | - | - | -- | -- | --- |
| 1º  | Petro Atlético Luanda     | 19  | 7 | 6 | 1 | 0 | 43 | 13 | 30  |
| 2º  | GD Juventude Viana        | 17  | 7 | 5 | 2 | 0 | 46 | 9  | 37  |
| 3º  | Académica Clube de Luanda | 13  | 7 | 4 | 1 | 2 | 27 | 12 | 15  |
| 4º  | Clube 1º. Agosto          | 12  | 7 | 3 | 3 | 1 | 39 | 20 | 19  |
| 5º  | Kabuscorp                 | 5   | 7 | 1 | 2 | 4 | 15 | 33 | -18 |
| 6º  | Sport Luanda e Benfica    | 5   | 7 | 1 | 2 | 4 | 15 | 33 | -18 |
| 7º  | Hoquei 2000               | 4   | 7 | 1 | 1 | 5 | 14 | 42 | -28 |
| 8º  | Hóquei Clube do Lobito    | 3   | 7 | 1 | 0 | 6 | 11 | 48 | -37 |

## Apuramento de Campeão

### 1º/4º
|  | Petro Atlético Luanda | 3 - 2 | 1º Agosto | Pav. Cidadela |
|  |                       |       |           |               |

|  | GD Juventude Viana | 2 - 0 | Académica Clube de Luanda | Pav. Cidadela |
|  |                    |       |                           |               |

|  | 1º Agosto | 1 - 4 | Petro Atlético Luanda | Pav. Cidadela |
|  |           |       |                       |               |

|  | Académica Clube de Luanda | 1 - 3 | GD Juventude Viana | Pav. Cidadela |
|  |                           |       |                    |               |

### 5º/8º
|  | Sport Luanda e Benfica | 11 - 6 | Hoquei Clube do Lobito | Pav. Cidadela |
|  |                        |        |                        |               |

|  | Kabuscorp | 4 - 5 | Hoquei 2000 | Pav. Cidadela |
|  |           |       |             |               |

|  | Hoquei Clube do Lobito | 2 - 3 | Sport Luanda e Benfica | Pav. Cidadela |
|  |                        |       |                        |               |

|  | Hoquei 2000 | 3 - 1 | Kabuscorp | Pav. Cidadela |
|  |             |       |           |               |

### 7º - 8º Lugar
|  | Kabuscorp | 5 - 0 | Hoquei Clube do Lobito | Pav. Cidadela |
|  |           |       |                        |               |

|  | Hoquei Clube do Lobito | 5 - 0 | Kabuscorp | Pav. Cidadela |
|  |                        |       |           |               |

### 5º - 6º Lugar
|  | Hoquei 2000 | 2 - 8 | Sport Luanda e Benfica | Pav. Cidadela |
|  |             |       |                        |               |

|  | Sport Luanda e Benfica | 5 - 2 | Hoquei 2000 | Pav. Cidadela |
|  |                        |       |             |               |

### 3º - 4º Lugar
|  | Académica Clube de Luanda | 8 - 4 | 1º Agosto | Pav. Cidadela |
|  |                           |       |           |               |

|  | 1º Agosto | 1 - 3 | Académica Clube de Luanda | Pav. Cidadela |
|  |           |       |                           |               |

### FINAL
|  | Petro Atlético Luanda | 3 - 1 | GD Juventude Viana | Pav. Cidadela |
|  |                       |       |                    |               |

|  | GD Juventude Viana | 4 - 2 | Petro Atlético Luanda | Pav. Dream Space |
|  |                    |       |                       |                  |

|  | Petro Atlético Luanda | 1 - 3 | GD Juventude Viana | Pav. Cidadela |
|  |                       |       |                    |               |

|  | GD Juventude Viana | 2 - 1 | Petro Atlético Luanda | Pav. Cidadela |
|  |                    |       |                       |               |

### Sítios Angolanos
- Petro de Luanda
- Primeiro de Agosto
- ANGOP, Angência Angola Press com atualidade do Hóquei Patins neste País

### Internacional
- Ligações ao Hóquei em todo o Mundo
- Mundook-Actualidade Mundial do Hóquei Patinado (em Português)
- Cumhoquei-Actualidade Mundial do Hóquei Patinado (em Português)

1. ↑  http://www.fap-patinagem.com/content/blogsection/0/44/10/130/